# 梅西 (塞纳-马恩省)
梅西（法語：Messy，法語發音：[mɛsi] ⓘ）是法国塞纳-马恩省的一个市镇，属于莫城区。

## 地理
梅西（48°58'1"N, 2°42'2"E）面积10.32 平方千米，位于法国法蘭西島大區塞纳-马恩省，该省份为法国北部内陆省份，北起瓦兹省，西接埃松省、马恩河谷省、塞纳-圣但尼省和瓦兹河谷省，南至卢瓦雷省，东南接约讷省，东临马恩省和奥布省，东北接埃纳省。
与梅西接壤的市镇（或旧市镇、城区）包括：圣梅姆、沙尔尼、克莱-苏伊、孔庞、格雷西。
梅西的时区为UTC+01:00、UTC+02:00（夏令时）。

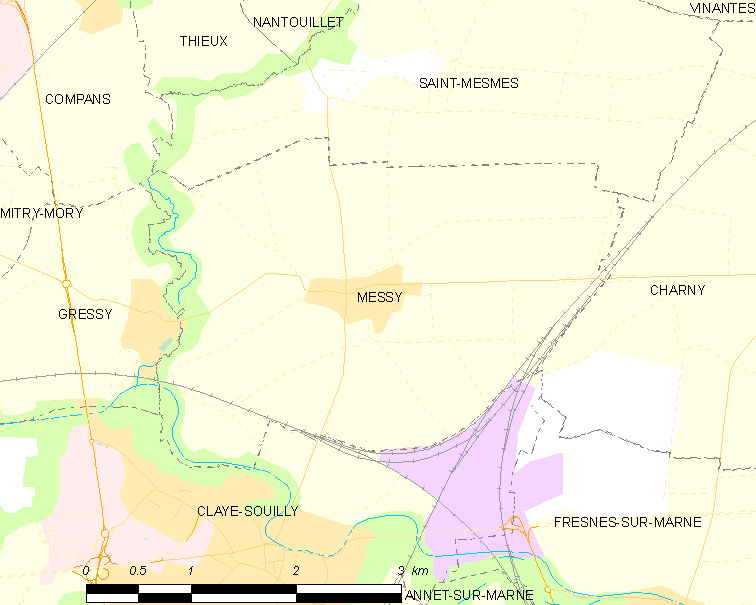
梅西的OSM定位图

## 行政
梅西的邮政编码为77410，INSEE市镇编码为77292。

## 政治
梅西所属的省级选区为克莱-苏伊县。

## 人口

1962-2008年间梅西人口变化图示

梅西于2022年1月1日时的人口数量为1204人。